# Furias Negras
Las Furias Negras son una tribu ficticia de Garou (hombres lobo) originaria de Grecia en el juego de rol Hombre lobo: El Apocalipsis.
El clan está formado solo por mujeres y es uno de los más fuertes. No es el más poderoso pero sí uno de los más agresivos, pues protegen a las mujeres de abusos perpetrados por hombres, aunque suele enfurecerlas que la víctima tolere ser maltratada. Se suelen alimentar de cualquier carne que encuentren, menos de carne humana, excepto en situaciones de inanición.
Las Furias Negras practican el feminismo con represalias. Según la leyendia, Selene reunió por primera vez a este culto de mujeres guerreras en la Antigua Grecia. Encarnada como Artemisa la Cazadora, la diosa decretó que estas mujeres lobo fueran las defensoras del Kaos. Desde entonces, las seguidoras de la tribu han inspirado leyendas sobre grandes heroínas. Sus Ancianos afirman que la tribu ha sido la responsable de las Amazonas guerreras, las Ménades vengativas, la revuelta política de Lysistrata, las proezas militares de la Reina Bodacea e incluso de las Valquirias de Escandinavia. Esta tribu sólo acepta mujeres y suele reclutar a cachorras de hombre lobo enfurecidas por el chauvinismo o el sexismo de otras tribus. Aunque muchos consideran que esta predilección de género es hipócrita, está basada en una cultura que se ha ido desarrollando durante miles de años. Las Furias Negras simplemente consideran que las mujeres merecen respeto y honor.
Apariencia: Aunque la tribu se originó en la antigua Grecia, las Furias se han extendido por todo el mundo y se han adaptado (y han cambiado) una gran diversidad de culturas. En forma Crinos, Hispo y Lupus, su pelaje es inusualmente negro y suele presentar puntos blancos, grises o plateados. Según la ley antigua, los únicos varones de la tribu son los hijos metis de otras Furias. El arte de la Antigua Grecia representa a la Furias homínidas como bellas y ágiles guerreras, pero a las Furias del siglo XXI les molesta ser retratadas bajo cualquier estereotipo. Del mismo modo que no hay sólo un acercamiento al feminismo, no existe ningún modelo de belleza o elegancia en la tribu. A pesar de sus eternos debates sobre política y adiestramiento, a ningún otro grupo de hombres lobo le resulta tan sencillo reunirse con criminales urbanos, Amazonas modernas, intelectuales feministas y grandes damas ancianas.
Parentela: La mayor parte de las Furias se consideran protectoras de las mujeres y se toman con una seriedad letal todos los crímenes contra su sexo. Casi todas las mujeres de la Parentela llevaron una vida hostil o peligrosa entes de ser descubiertas (y en ocasiones rescatadas) por sus parientes Garou. La Parentela masculina abunda, ya que es necesaria para la supervivencia de la tribu. El contacto suele ser mundano y las relaciones tienen lugar en el exterior del territorio del clan. La Parentela masculina suele dedicarse a cultivar la influencia por el mundo humano y a algunos se les trata como simples reservas de reproducción. Aunque diversas Furias demuestran abiertamente su impaciencia con los hombres en general, esta impaciencia no les impide desarrollar vínculos profundos y entrañables con varones concretos; algunos de estos vínculos duran toda la vida.
Territorio: Durante la mayor parte de la historia de la tribu, las Furias Negras han sido sumamente solitarias. Consideran que su deber religioso es proteger los últimos lugares sagrados del Kaos. Sin embargo, a medida que se aproximan los Últimos Días, tienen menos lugares donde esconderse. Antiguamente, unas barreras místicas protegían el territorio de la tribu de los intrusos, pero estas barreras se han ido desvaneciendo paulatinamente. Las mujeres guerreras siguen defendiendo con dientes y uñas sus bosques y sus islas sagradas, pero cada vez son más las que migran a las ciudades humanas, atraídas por la acción, la protesta y la resistencia política. Si sus valles y bosques han sido apresados, quizás ha llegado el momento de ponerse en primera línea de batalla. No pueden seguir escondiéndose.
Tótem Tribal: Pegaso
- Datos: Q8963138